# Bundesstraße 283
Die Bundesstraße 283 (Abkürzung: B 283) ist eine 58 Kilometer lange Bundesstraße im westlichen Erzgebirge (Sachsen/Deutschland).
Sie beginnt in Adorf/Vogtl. im Vogtland an der B 92 (Plauen–Eger) und verläuft zunächst nahe dem Gebirgskamm unweit der tschechischen Grenze in nordöstlicher Richtung über Markneukirchen nach Klingenthal. Die B 283 verlässt diese Stadt in nördlicher Richtung, um in 860 Metern Höhe ihren Scheitelpunkt bei der Passhöhe Mühlleithen zu erreichen.
Anschließend führt sie hinab ins Tal der Zwickauer Mulde. Sie erreicht die Mulde in Tannenbergsthal, wo auch die Deutsche Alleenstraße auf die B 283 trifft. Die B 283 schlängelt sich in nordöstlicher Richtung weiter entlang der Zwickauer Mulde vorbei an Schönheide, der Talsperre Eibenstock, Eibenstock und Bockau nach Aue, wo sie an der B 101 endet.
Ursprünglich führte sie als Reichsstraße 283 nur von Adorf nach Klingenthal. Nach der Eingliederung des Sudetenlandes in das Deutsche Reich im Herbst 1938 auf Grund des Münchner Abkommens wurde sie bis Falkenau/Eger erweitert. Nach dem Zweiten Weltkrieg erhielt sie entsprechend den veränderten Verkehrsbeziehungen ihre heutige Streckenführung über den Erzgebirgskamm nach Aue, in der DDR wurde sie dabei als Fernverkehrsstraße (F 283) klassifiziert.